# Sao biển đỏ
Sao biển đỏ (danh pháp khoa học: Callopatiria granifera) là một loài sao biển trong họ Asterinidae.
Loài này có kích thước trung bình, có màu từ cam đến đỏ và có chiều dài bề ngang 15 cm. Bề mặt trông giống mái nhà lợp ngói. Loài này phân bố từ Namibia đến Durban trên bờ biển Nam Phi, bán thủy triều đến 82m. 
Loài này ăn detritus.